# Теплоэлектробус
Теплоэлектробус (теплоэлектрический автобус, теплобус; опосредовано — автобус с электромеханической трансмиссией) — автономное безрельсовое механическое транспортное средство, предназначенное для перевозки 7 и более пассажиров, движимое с помощью тягового электропривода, энергия для которого производится на борту собственной теплоэлектрогенераторной установкой (ТЭГУ).
Своё название теплоэлектробус получил по аналогии с железнодорожным локомотивом-тепловозом с электрической передачей, так как сконструирован с использованием похожих решений в области принципа тяги.
ТЭГУ теплоэлектробуса состоит из первичного теплового двигателя, как правило дизельного (кроме которого могут применяться: бензиновый, газовый, и др.), который вращает электрический тяговый генератор.
Ведущие колёса теплоэлектробуса, приводятся в движение тяговым электродвигателем (или несколькими), который посредством электрической системы управления (включающую силовые кабели, контактные или бесконтактные коммутационные устройства и аппараты), соединён с тяговым генератором.
При проектировании и производстве теплоэлектробусов, как правило, используют унифицированное по номенклатуре, серийное электрическое силовое и вспомогательное оборудование трамваев и/или троллейбусов (которое не всегда может подходить по необходимым техническим параметрам, но оправдано экономически).
Теплоэлектробусы впервые начяали применять ещё в начале 20-го века, массово -  в 30-40 годы (тогда ещё гидромеханическую трансмиссию ещё только пытались освоить в производстве). Наибольшее распространение теплоэлектробусы получили в США, Канаде. Небольшими сериями - в Европе и СССР. В качестве примера «классического» теплоэлектробуса, можно привести машины таких производителей/компаний, как "MAK", "Дженерал Моторс", "АСF-Brill", "Зименс", "Ансалдо-Бреда", "Фиат", "ЗИС" и др.
Очень часто, теплоэлектробус ошибочно путают с:
- гибридными автомобилями (автобусами)
- электробусами с подзарядной ТЭГУ
- грузовыми троллейбусами
- троллейбусами с АХ (автономным ходом)

Основное отличие теплоэлектробуса в том, что его тяговые (тепловые и электрические) машины, объединённые в электромеханическую трансмиссию, а также сопутствующее силовое оборудование, рассчитаны на полную мощность, необходимую для движения с заданной скоростью, при различных дорожных и нагрузочных условиях.